# Hellmuth Kneser
Hellmuth Kneser (Tartu, 16 aprile 1898 – Tubinga, 23 agosto 1973) è stato un matematico tedesco, che diede importanti contributi nel campo della teoria dei gruppi e della topologia, tra cui la dimostrazione del teorema di Kneser-Milnor.